# Шинвоз
Шинвоз је српско предузеће из Зрењанина, које се већ 140 година бави ремонтом шинских возила (вагона, локомотиве) и производњом делова. Фабрика је започела са радом 1887, а 2006. запошљавала је 700 радника.

## Спољашња везе
- Званични сајт Шинвоза